# Cementerio y monumento conmemorativo de Panzergraben

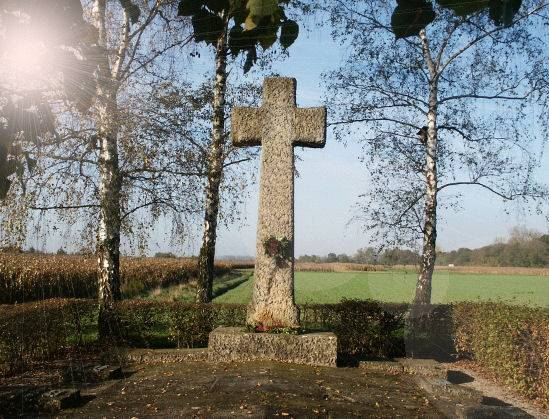
Memorial antes de su destrucción en septiembre de 2010

Cementerio y monumento conmemorativo de Panzergraben (Panzergraben Memorial) es el nombre de un monumento en memoria de los 27 soldados y Zollgrenzschutz alemanes que murieron allí el 14 de enero. En abril de 1945, pocos días antes del final de la Segunda Guerra Mundial, que murieron en batallas con las tropas francesas. Las propias tropas francesas también sufrieron pérdidas, murieron 49 soldados franceses. El monumento se encuentra al sur del distrito Rheinau de Memprechtshofen en el distrito Freistett.
Desde 1963, en el Día del Recuerdo tiene lugar allí una reunión organizada por la asociación regional NPD de Karlsruhe. En 2006 participaron 100 personas, incluidos skinheads de extrema derecha. A diferencia de los acuerdos anteriores con la policía, los participantes marcharon como un bloque negro a través de la carretera federal y exhibieron banderas de guerra del Reich. La policía estuvo presente en el lugar con un helicóptero y un centenar de agentes para evitar disturbios violentos y perturbaciones del evento por parte de los contramanifestantes. En 2007, bajo la dirección de la DGB, se celebró por primera vez un contraevento con el lema "Rheinau es colorido en lugar de marrón: por la paz, la tolerancia y la comprensión internacional". Momentos antes del evento del NPD, desconocidos realizaron un ataque con pintura en el monumento.
Al año siguiente también hubo un evento NPD, ahora con requisitos más estrictos (como la prohibición de artículos de uniforme y botas de combate). El monumento también se inauguró el día 17 de septiembre de 2007 incluido en el reglamento del cementerio de la ciudad de Rheinau. Después de esto ya no se permiten eventos políticos en él.  
El 3 de septiembre de 2010, unos desconocidos destruyeron la cruz de piedra de más de 4 metros de altura y en mayo de 2011 se erigió una nueva cruz.  Como resultado de un debate suscitado por las manifestaciones, la ciudad de Rheinau cambió el nombre del monumento de Memorial Panzergraben a Cementerio y Memorial Panzergraben. 